# Polyrhachis solmsi
Polyrhachis solmsi är en myrart som beskrevs av Carlo Emery 1887. Polyrhachis solmsi ingår i släktet Polyrhachis och familjen myror.

## Underarter
Arten delas in i följande underarter:
- P. s. multicella
- P. s. solmsi